# Richard Manuel
Richard Manuel, född 3 april 1943 i Stratford, Ontario, död 4 mars 1986 i Winter Park, Florida (självmord), var en kanadensisk musiker som spelade piano, trummade och sjöng i det kanadensiska rockbandet The Band. Han var medlem i det ursprungliga bandet från 1967 till 1976 och det omformade bandet från 1983 till sin död.
Manuels sångröst var både en soulinfluerad baryton som ofta påminde om Ray Charles, och en utsökt falsett. Även om gruppen hade tre som delade leadsång och stämsång, sågs Manuel ofta som gruppens huvudsångare.

## Biografi

### Tidiga år

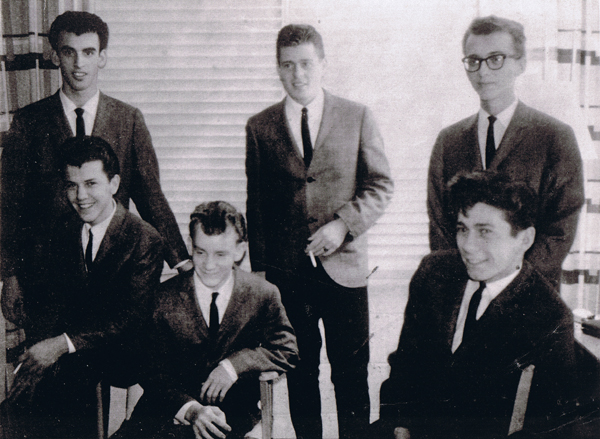
Manuel (längst bak till vänster) med The Revols, 1958.

Manuel föddes i Stratford, Ontario i Kanada. Hans pappa, Ed, var mekaniker som anställdes hos en återförsäljare för Chrysler, och hans mor var lärare. Han växte upp tillsammans med sina tre bröder, som han sjöng i kyrkokören med. Manuel började att ta pianolektioner vid nio års ålder, och tyckte om att spela piano och repetera med vänner i sitt hem. Några av hans tidiga influenser var Ray Charles, Bobby Bland, Jimmy Reed och Otis Rush.
Vid femton års ålder bildade han bandet "The Revols" (ursprungligen "The Rebels") tillsammans med tre vänner. Även om Manuel främst var känd som sångare, utvecklade han även sitt pianospel under sin tid i gruppen.
Manuel blev bekant med Ronnie Hawkins och hans kompgrupp The Hawks när The Revols agerade förband åt dem i Port Dover, Ontario. Enligt Levon Helm, sa Hawkins till honom om Manuel: "Ser du grabben som spelar piano? Han har mer talang än Van Cliburn." Grupperna spelade återigen vid Stratford Coliseum 1961, då Revols spelade förband till The Hawks. Efter att ha hört Manuel sjunga Georgia on My Mind, anställde Hawkins honom, istället för att konkurrera med honom.

### The Hawks
Vid 18 års ålder anslöt sig Manuel till Hawkins kompgrupp The Hawks. Vid den här tiden bestod bandet av 21-årige Levon Helm på trummor, 17-årige Robbie Robertson på gitarr och 18-årige Rick Danko på bas. Samma år runt jul anslöt den 24-årige organisten Garth Hudson, samt två tillfälliga medlemmar (saxofonisten Jerry Penfound och sångaren Bruce Bruno). Efter gradvis ökande dispyter, ofta triggade av Hawkins förakt för marijuana, lämnade Hawkins gruppen 1964.
I början tog gruppen namnet The Levon Helm Sextet, men bytte sedan namn till både The Canadian Squires och Levon and the Hawks. Helm ansågs som gruppens ledare på grund av hans tid med Ronnie Hawkins. Dock var det Manuel som sjöng de flesta låtarna i gruppens repertoar. Efter att Penfound och Bruno slutat i bandet, presenterade gruppen sig för en av sina musikaliska hjältar, bluesmusikern Sonny Boy Williamson. De planerade ett samarbete med Williamson, men han dog innan deras planer hann förverkligas.
1965 ingick Helm, Hudson och Robertson i bluesmusikern John P. Hammonds kompgrupp på dennes album So Many Roads. Hammond rekommenderade gruppen till Bob Dylan som anlitade dem som kompgrupp då han börjat använda ett mer elektriskt sound. Under 1966 turnerade de i Europa och USA med Dylan.

### The Band
1967, medan Dylan återhämtade sig från en motorcykelolycka i Woodstock, New York, hyrde gruppen ett rosa hus i närheten, som senare blev känt som "Big Pink". Där kunde de experimentera med ett nytt sound som hade influenser från country, soul, rhythm and blues, gospel och Rockabilly som de alla älskade. Då Helm (som blivit knäckt av reaktionen mot Dylans nya sound) varit tillfälligt frånvarande från gruppen sedan slutet av 1965, lärde Manuel sig att spela trummor. Under tiden med The Band spelade han ibland trummor när Helm spelade mandolin eller gitarr. Hans trumstil är annorlunda än Helms, som på låtarna "Rag Mama Rag" och "Evangeline". Manuels trummande är mest framträdande på albumet Cahoots.
De första månaderna i Woodstock gjorde det också möjligt för Manuel och Robertson att utvecklas som låtskrivare. Efter inspelningar av många demolåtar, skrev de ett kontrakt med Capitol Records i början av 1968, på tio album. De kallade sig ursprungligen "The Crackers" (även namnet "The Honkies" hade de funderat på). Helm anslöt sig till gruppen när förberedelser påbörjades för inspelningen av deras debutalbum, Music from Big Pink. Gruppen fortsatte att använda vad de hade lärt sig från Dylan, och spelade en av hans låtar till albumet. Manuel och Robertson bidrog med fyra låtar var. Bland Manuels bidrag var "Tears of Rage", som han skrev tillsammans med Dylan. Coverversioner av "Long Black Veil" och "I Shall Be Released" och "This Wheel's Fire", som var ett samarbete mellan Danko och Dylan, avrundade albumet. När albumet sedan släpptes var gruppens namn ändrat till "The Band". Detta skulle vara deras namn för resten av gruppens karriär. 
Fastän albumet bara nådde trettionde plats på Billboardlistan skulle albumet ha ett djupt inflytande på den växande genren countryrock. "Tears of Rage" och Robertsons "The Weight" skulle komma att bli en av de låtar som gjorts flest coverversioner på. 

#### Giftermål
Strax efter att albumet släpptes gifte sig Manuel sin flickvän Jane Kristiansen, en modell från Toronto, som han tidvis hade umgåtts med sedan Hawks-dagarna. De skulle senare bli föräldrar till två barn.

#### Filmroll, missbruk och flytt till Malibu

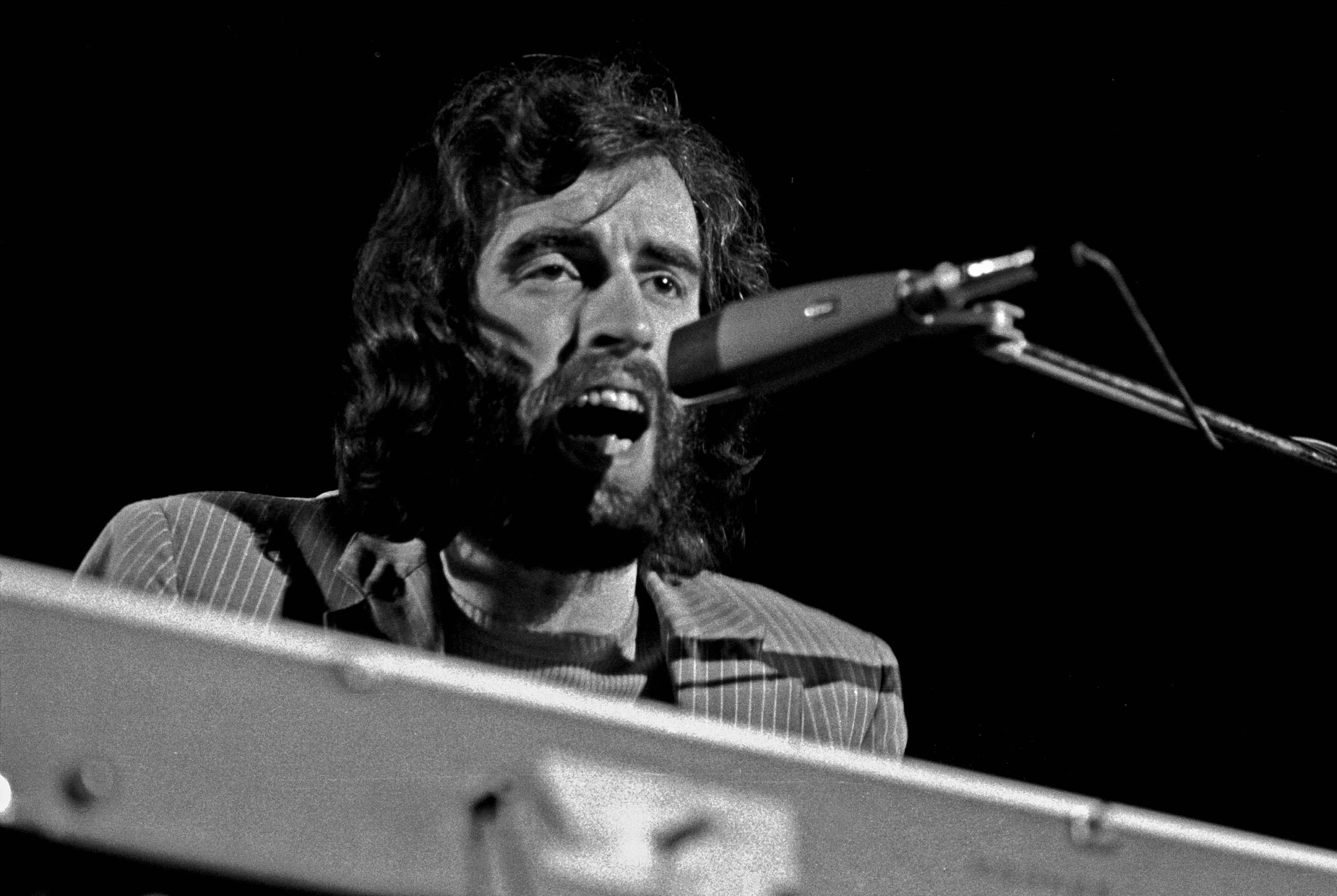
Manuel i Hamburg, 1971.

1970 medverkade Manuel i filmen Eliza's Horoscope, ett independentdistribuerat kanadensiskt drama skrivet och regisserat av Gordon Sheppard. Han spelade en mindre roll som "den skäggiga kompositören". I filmen medverkar bland annat Tommy Lee Jones. Filmen tog fyra år att slutföra, och den släpptes inte förrän 1975.
Under denna period gjordes ett flertal coverversioner på Manuels låtar, bland annat av "Blues for Breakfast" av Cass Elliot på Dream a Little Dream (1968). Kort därefter gjorde Joan Baez ett a cappellaarrangemang av "Tears of Rage" på albumet Any Day Now (1968) och Karen Dalton inkluderade hennes version av "In a Station" på In My Own Time (1971). På kommande album med The band skrev han endast ett fåtal låtar. Tre låtar ("When You Awake", "Whispering Pines" och "Jawbone") på The Band (1969) och två ("Sleeping" och "Just Another Whistle Stop") på Stage Fright (1970). Alla dessa kompositioner krediterades som samarbeten tillsammans med Robertson, som hade antagit dominans i gruppens angelägenheter med Grossman. 
Under inspelningen av Cahoots (1971) bidrog Manuel inte med en enda låt. Manuels ökande användning av heroin kan ha bidragit till minskningen av hans låtskrivande. Under 1972 var Manuels alkoholism en av flera faktorer som började hindra gruppens inspelnings- och turnéschema. Under den här tiden separerade makarna Manuel en kort period, men flyttade sedan ihop igen då deras andra barn skulle födas.
1973 flyttade gruppen till Malibu i Kalifornien, tillsammans med Bob Dylan. Innan de flyttade till Malibu samlades gruppen för att spela in ett coveralbum av gamla rhythm and blueslåtar (som ofta framförts av The Hawks) med titeln Moondog Matinee. Även om Manuel ursprungligen var negativt inställt till albumet, innehöll det några av hans bästa prestationer som sångare. Under denna perioden sa Helm om Manuel. "Han dricker ganska hårt, men när han kom igång kunde han spela allt. Richard visste hur en låt skulle gå. Struktur, melodi, han förstod det."

#### Tillbaka med Dylan

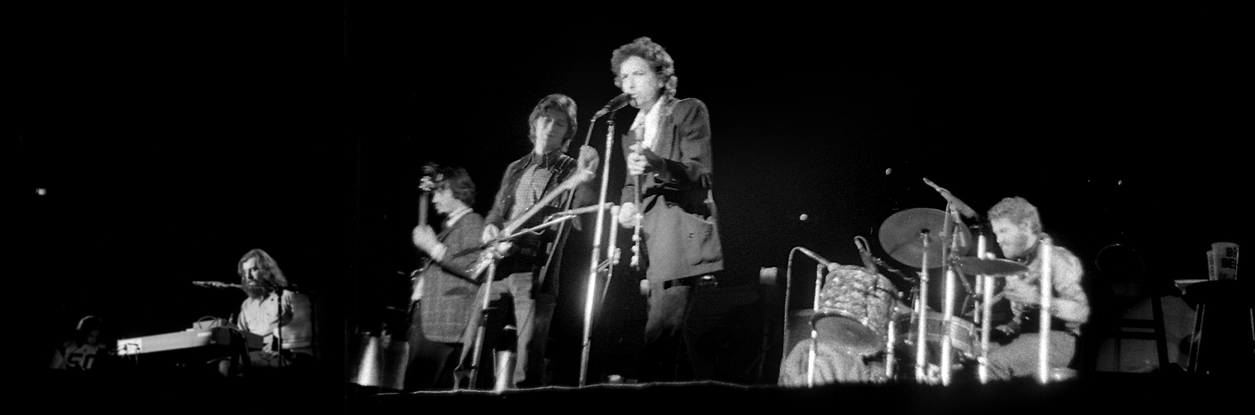
Manuel, t.v., med Bob Dylan och the Band, 1974.

Bandet återvände gradvis till att göra liveframträdanden. Under hösten 1973 var gruppen återigen kompband till Bob Dylan på albumet Planet Waves, hans första album med originallåtar på tre år, innan de blev anlitade som kompband på hans första turné på åtta år.
De fyrtio konserterna som gjordes av Bob Dylan och Band, från 3 januari till 14 februari 1974, gjordes med växlande sättningar. Under konserterna alternerade man mellan Dylan tillsammans med The Band, Dylan ensam på akustisk gitarr samt enbart The Band. Det livealbumet Before the Flood som spelades in under turnén, bevisar att Manuel fortfarande kunde nå den höga falsetten på I Shall Be Released.

#### The Last Waltz
The Band fortsätta att turnera under resten av 1974, som kompband till Crosby, Stills, Nash and Young på en arenaturné tillsammans med Joni Mitchell, Jesse Colin Young och The Beach Boys. Under 1975 hade Robertson uttryckt sitt missnöje med att turnera, och hade tagit på sig allt mer ansvar efter att gruppen flyttat till Malibu, då Grossman blivit mer och mer frånvarande. Manuel bodde under denna tid i ett flertal hyrda hus, inklusive hus ägda av Goldie Hawn och Keith Moon. Enligt Helm drack Manuel åtta flaskor Grand Marnier varje dag, blandat med sitt kokainberoende, som i slutändan fick Jane Manuel att ta ut skilsmässa 1976. Under tiden Manuel bodde i Goldie Hawns hus försökte han begå självmord (genom självbränning och genom att ha skjutit sig själv i huvudet med en luftpistol) minst två gånger.
Under denna perioden utvecklade Manuel en vänskap med den likaledes förtvivlade Eric Clapton och fungerade som drivkraft under sessionerna som sedan blev Claptons No Reason to Cry (1976). Albumet spelades in i The Bands nya Shangri La Studios, där Manuel bodde i ungefär ett år i en bungalow. Manuel gav låten "Beautiful Thing" till Clapton (en demo av The Band från 1967 som Danko hjälpte honom att göra klart) och sjöng på låten "Last Night."
På gruppens sista turné under sommaren 1976 återhämtade sig Manuel fortfarande från en bilolycka året innan. Flera konserter fick ställas in efter en båtolycka nära Austin, Texas. Konserternas kvalitet berodde ofta på hur nykter Manuel var. Eftersom han hade problem med att nå de höga tonerna i låtar som "Tears of Rage" och "In a Station," blev hans mest minnesvärda bidrag oengagerade versioner av "The Shape I'm In," "Rockin' Chair" och "King Harvest (Has Surely Come)."
Gruppen spelade sin sista konsert med originaluppsättningen i San Francisco på Thanksgivingdagen 1976. Konserten filmades av Martin Scorsese och blev sedan dokumentären The Last Waltz. Manuel kan höras sjunga "I Shall Be Released," omringad av gästartister.

### Studiomusiker, försök till comeback och fortsatta missbruksproblem
Efter The Last Waltz flyttade Manuel ut till Garth Hudsons ranch utanför Malibu. Han påbörjade då ett rehabiliteringsprogram för sina missbruks- och alkoholproblem, och blev för första gången både drogfri och nykter i augusti 1978. Han gifte även om sig med sin flickvän Arlie Litvak. Efter att ha blivit förtrollad av Manuel efter att ha hört "Lonesome Suzie", blev den 21-åriga Litvak bekant med Manuel under turnén 1974, innan han flyttade in i Keith Moons hus 1977. 1980 medverkade Manuel på Happy Traums Bright Morning Stars, där han spelade elpiano och clavinet, samt på Hudsons Music for Our Lady Queen of the Angels där han sjöng bakgrundssång.
Vid 1980 hade Danko och Manuel börjat turnera på klubbar regelbundet som en halvakustisk duo; dessa konserter skulle mynna ut i en återförening av The Band som ofta inkluderade Paul Butterfield som gäst. Tillsammans med Hudson, spelade Manuel på flera instrumentala låtar som komponerats av Robertson för soundtracket till filmen Raging Bull (1980). Manuel och Hudson bidrog också till Robertsons nya låt "Between Trains", som släpptes på soundtracket till The King of Comedy (1983), och originalsoundtracket till TV-filmen Kent State, som var baserad på skottdramat vid Kent State University. 1981 gjorde han små spelningar på klubbar i Los Angeles med gruppen The Pencils, som inkluderade sångarna och multiinstrumentalisterna Marty Grebb och Terry Danko, percussionisten Joe Lala och tidigare trumslagaren i Beach Boys, Ricky Fataar. Trots Manuels fortsatta skrivkramp, skrev han låten "Was That Any Way to Say Goodbye", tillsammans med Terry Danko och Grebb. Ett år senare spelade han piano på Willie Nelsons och Webb Pierces nyinspelning av "In the Jailhouse Now", samt bakgrundssång på låten "Rivers of Tears" på Bonnie Raitts hyllade album Green Light.
The Band återförenades 1983 utan Robertson, som hade gett upp turnerandet efter The Last Waltz, och ersattes med gitarristen Jim Weider. Manuel som hade tappat en del av sitt röstomfång på grund av sina år av missbruk, framförde äldre låtar som "The Shape I'm In", "Chest Fever" och "I Shall Be Released", tillsammans med nya personliga favoriter, t.ex. Cindy Walker och Eddy Arnolds "You Don't Know Me" samt James Griffin och Robb Royers "She Knows."
Vid tiden för gruppens återförening hade Danko och Helm med familjer redan flyttat tillbaka till Woodstockområdet från Malibu. Manuel återvände med sin fru till Woodstock under våren 1984. På grund av hans dåliga hälsa, samt rädsla över att ha fått Aids efter årtionden av lösa relationer och drogmissbruk, tänkte Manuel göra ett soloalbum producerat av Robertson, och återupptog därmed bruket av kokain, heroin och alkohol. Vid ett tillfälle stal Manuel journalisten och sin gamla vän Al Aronowitzs skivsamling under ett inbrott, för att finansiera sitt missbruk. Manuel påbörjade en övervakad avgiftning och åtnjöt flera månaders nykterhet, dock lyckades han inte besegra sitt drogbruk. Under denna tid gjorde Manuel solokonserter (centrerade runt hans favoritlåtar av Ray Charles, samt klassiker av Tin Pan Alley) på klubben The Getaway mellan Woodstock och Saugerties i New York, som frekvent gästades av Danko och Weider. Under denna period skrev Manuel låten "Breaking New Ground," tillsammans med Gerry Goffin och Carole King. Han återupptog även sitt drickande under våren 1985.
Under 1985 turnerade Manuel och Danko med "The 20th Anniversary Tribute to The Byrds", en hyllningsgrupp ledd av grundarna Gene Clark och Michael Clarke, som även inkluderade Rick Roberts (tidigare Flying Burrito Brothers och Firefall), gitarristen Blondie Chaplin (tidigare Beach Boys) och basisten John York (tidigare Byrds 1968-1969). Ett antal arrangörer började att korta bandets namn till endast "The Byrds" i reklamsammanhang, och under 1985 beslutade deras agent även att korta namnet permanent, trots missnöje från medgrundarna Roger McGuinn, David Crosby och Chris Hillman.
Under denna period fortsatte Manuel att vara delaktig i ett flertal projekt trots sitt turnerande, inklusive inspelningen av välgörenhetssingeln "Tears Are Not Enough" av den kanadensiska supergruppen Northern Lights. Låten inkluderades på albumet We Are the World. Tillsammans med Hudson på keyboards, medverkade Manuel även med bakgrundssång på Tom Petty and the Heartbreakers "Best of Everything" (medproducrad av Robertson) på albumet Southern Accents.

### Död

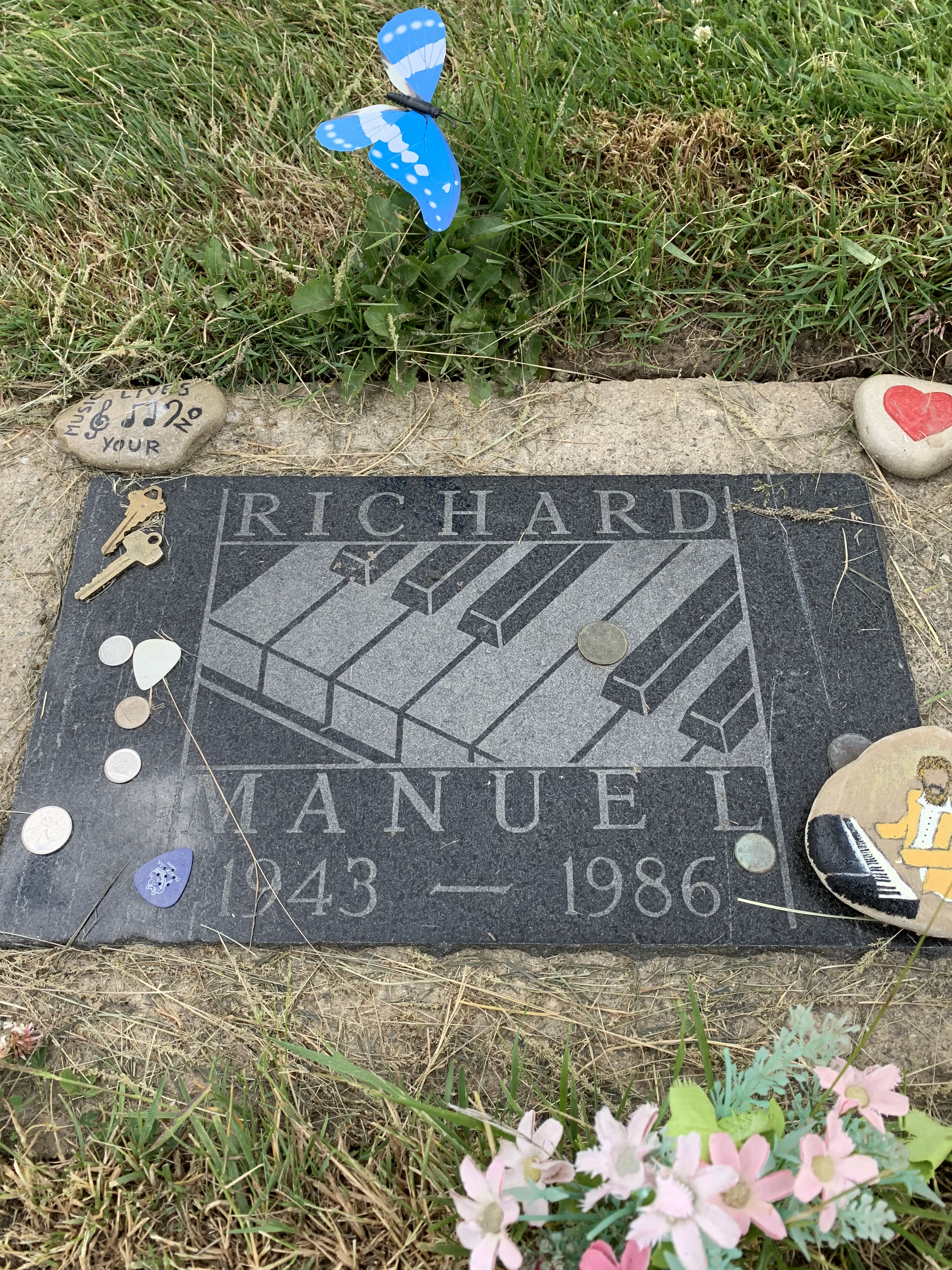
Richard Manuels gravplats på Avondale Cemetery, 27 juni 2020

Den 4 mars 1986 efter en konsert på Cheek to Cheek Lounge i Winter Park, Florida (en förort till Orlando, Florida) begick Manuel självmord. Han hade varit på relativt gott humör under konserten, men tackade Hudson för tjugofem år med bra musik och uppskattning när han packade ner sina keyboards och synthesizers att skickas till nästa konsertställe. Danko (som också kämpade med missbruk) konfronterade Manuel angående hans missbruk efter konserten. Gruppen återvände senare till Langford Hotel, ett par kvarter från Cheek to Cheek Lounge, och Manuel pratade med Helm om musik, personer och film i Helms rum. Enligt Helm, hade Manuel sagt runt 2:30 på natten att han skulle hämta något från sitt rum. När Manuel återvände till sitt rum, väckte han sin fru Arlie, som märkte att han var sur över någonting. Manuel hävdade då att hans frustration berodde på kvaliteten på pianot i konsertlokalen. När Arlie uppmanade honom att gå till sängs, la han sig på sängen med sina kläder på. Efter hon somnat om, spekuleras det att Manuel drack upp en sista flaska Grand Marnier innan han hängde sig själv i badrummet omkring klockan 3:30. Arlie Manuel upptäckte sin mans kropp tillsammans med den tomma likörflaskan samt en liten mängd kokain den följande morgonen. Han begravdes en vecka senare i sin hemstad Stratford, Ontario.
I slutet av mars sa Danko: "Jag kunde inte alls tro att han hade för avsikt att detta skulle hända. Det fanns helt enkelt inga tecken på det (...) Jag tror att detta var en dum olycka." En undersökning av Manuels kropp visade att han varit berusad, samt tagit kokain 12 till 24 timmar innan han dog.

## Diskografi
Med The Band
- Music from Big Pink (1968)
- The Band (1969)
- Stage Fright (1970)
- Cahoots (1971)
- Rock of Ages (live) (1972)
- Moondog Matinee (1973)
- Northern Lights-Southern Cross (1975)
- Islands (1977)
- The Last Waltz (1978)

Solo
- Whispering Pines (2002)